# 60 Ceti
60 Ceti är en misstänkt variabel (VAR:) i stjärnbilden Valfisken.
60 Ceti har visuell magnitud +5,43 och varierar utan någon fastställd amplitud eller periodicitet. Den befinner sig på ett avstånd av ungefär 280 ljusår.